# Ooliti

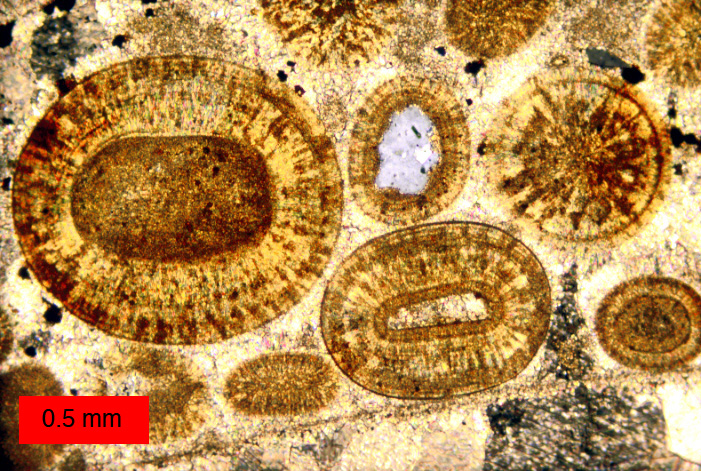
Sezione sottile di calcare oolitico. È ben osservabile la struttura concentrico-raggiata delle lamine di carbonato di calcio che formano le ooliti; nell’oolite centrale il nucleo è composto da un clasto di natura detritica (si tratta di un granulo di quarzo chiaro con spigoli vivi). Il diametro dell'oolite maggiore è di 1,2 mm. Alla periferia superiore dell'immagine sono visibili vari ooidi in cui la struttura interna originaria è quasi obliterata. (Formazione di Carmel, Giurassico medio, Utah meridionale.

Le ooliti sono sferette calcaree di natura sedimentaria, aventi diametro inferiore a 2 mm. Si tratta di corpuscoli sferoidali o sub-sferici (spesso a sezione ovale o ellissoidale) composti da veli concentrici di carbonato di calcio (CaCO3) deposti intorno ad un nucleo, costituito da un corpuscolo detritico di natura terrigena o carbonatica, spesso biogenica (un frammento di fossile o un microfossile). Le lamine concentriche sono composte in origine da aragonite (forma metastabile del carbonato di calcio) deposta per precipitazione dalle acque marine. La caratteristica principale di questi corpi, ben visibile in sezione, è la struttura concentrica cui si può sovrapporre una struttura raggiata di origine diagenetica, in seguito alla trasformazione dell'aragonite in calcite (fase stabile). 
Per corpi simili alle ooliti nei quali la struttura interna non è tipica oppure risulta parzialmente o totalmente obliterata da fattori diagenetici o biologici, si preferisce utilizzare il termine "ooidi".
Talora, se la particella che costituisce il nucleo è allungata, le “fibre” cristalline della struttura si irradiano a partire da una linea o asse centrale piuttosto che da un punto: in questo caso si usa il termine “assiolite”.

## Genesi

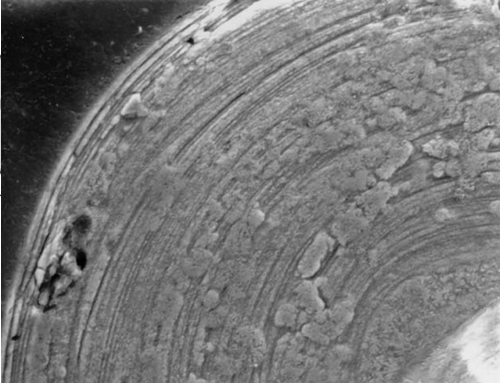
Oolite sezionata vista al microscopio elettronico. È ben visibile l'inviluppo delle lamine intorno al nucleo e la presenza di corpi lenticolari e plaghe irregolari.

In generale le ooliti, di origine sempre sedimentaria, si formano per precipitazione di aragonite attorno a un nucleo composto da materiale terrigeno o carbonatico (spesso minuti frammenti di gusci o conchiglie, o microfossili come ad esempio foraminiferi); il fenomeno si origina in acque marine pulite, calde e agitate di clima tropicale e in ambiente di piattaforma carbonatica. La precipitazione avviene in lamine concentriche a causa del rotolamento sul fondo marino durante l'accrescimento dell'oolite. Secondo il modello più accreditato nella letteratura scientifica (sviluppato dallo studio dell'attuale piattaforma carbonatica delle isole Bahamas), una massa di acque oceaniche fredde verrebbe portata dal flusso della marea sopra l'area di piattaforma a bassa profondità. L'improvviso aumento di temperatura di questa massa d'acqua dovuto all'insolazione, poiché la solubilità della CO2 diminuisce all'aumentare della temperatura, porterebbe alla liberazione di CO2, determinando la sovrasaturazione in carbonato della massa d'acqua e la sua precipitazione diretta intorno a nuclei detritici preesistenti. 
Le ooliti si formano in acque molto basse (meno di 2 m), ad alta energia, e sono quasi costantemente in agitazione. Formano corpi sedimentari a fior d'acqua (barre e secche) definiti barre oolitiche e caratterizzati da laminazione interna obliqua (ripples e dune) da onde e correnti. La loro velocità di accrescimento è molto bassa (poche decine di micrometri per migliaio di anni).

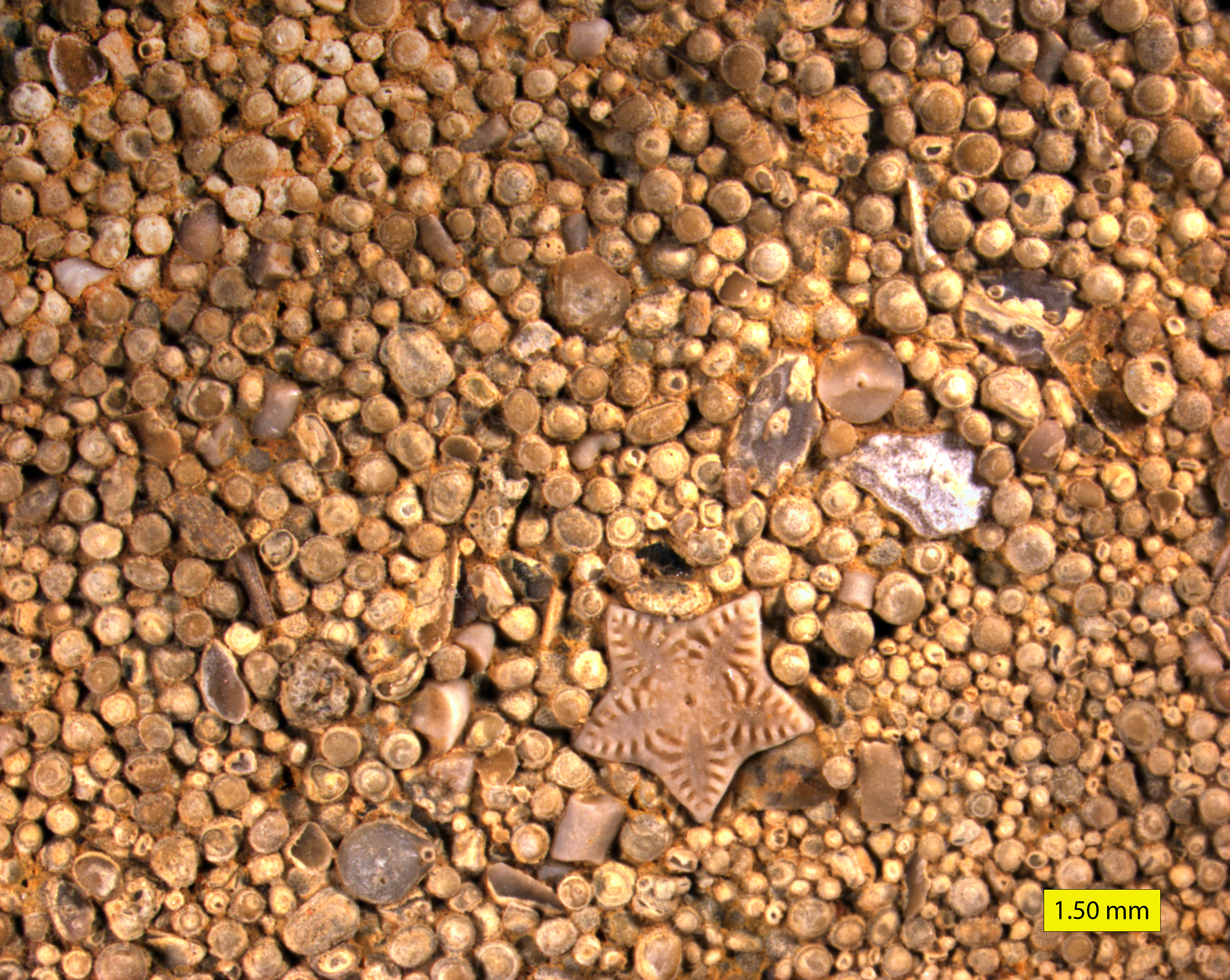
Superficie di calcare oolitico, sempre dalla Carmel Formation (USA, Utah).

La zona periferica a struttura concentrica è costituita da due diversi tipi di depositi: 
- lamine continue composte da microcristalli di aragonite orientati parallelamente allo sviluppo della lamina, generalmente di colore chiaro; nelle ooliti attuali ben sviluppate sono in numero variabile da 20 a 90, di spessore intorno a 1-3 micrometri. Origine: queste strutture sono il risultato della precipitazione diretta del carbonato senza intervento di agenti biologici.
- aragonite criptocristallina, di colore bruno-giallastro in lenticelle intercalate alle lamine concentriche o in plaghe irregolari che tagliano le lamine stesse. Origine: nel primo caso si tratterebbe di depositi precipitati in periodi di relativa stasi dell'oolite sul fondale, nei quali l'oolite stessa era ricoperta da un sottile e irregolare velo di detrito organico nei cui interstizi si potevano formare minuscoli cristalli di carbonato. Nel secondo caso si tratta del prodotto di un processo di ricristallizzazione in fase diagenetica oppure di strutture dovute all'azione di colonie batteriche o algali perforanti; entrambi questi fattori possono obliterare in tutto o in parte la struttura concentrica originaria.

Le ooliti si possono distinguere in due tipi fondamentali:
- ooliti (in senso stretto): le ooliti ben sviluppate, costituite da alcune decine di lamine; sono di forma abbastanza regolare (con le eccezioni viste sopra).
- ooliti superficiali: ooliti composte da una o poche lamine (sviluppate per un'ampiezza inferiore al raggio del nucleo); sono spesso di forma più irregolare rispetto alle ooliti tipiche, perché l'andamento delle lamine è influenzato ancora dalla forma del nucleo.